# Giuseppe Nuoto
Giuseppe Nuoto (Gaeta, 26 agosto 1930) è un ex calciatore italiano.

## Carriera
Inizialmente utilizzato come ala sinistra, ma sovente arretrato in posizione di centrocampista, esordisce in Serie A con la Lucchese dopo aver militato nel Gaeta, nel Formia, nella Casertana e nel Genoa. Il suo allenatore, Luigi Ferrero, lo porta all'Atalanta, dove disputa altri tre anni nel massimo campionato.
La sua carriera poi si conclude con squadre laziali nei campionati di serie C e D.